# ثيوسيانات الرصاص الثنائي
ثيوسيانات الرصاص الثنائي هو مركب كيميائي صيغته Pb(SCN)2، ويوجد في الشروط القياسية على شكل صلب بلوري أبيض اللون، والذي يتحول إلى الأصفر جرّاء التعرض للضوء.

## التحضير
يحضر المركب من تفاعل أسيتات الرصاص الثنائي مع ثيوسيانات البوتاسيوم أو ثيوسيانات الأمونيوم:
{\displaystyle \mathrm {Pb(CH_{3}COO)_{2}\ +\ 2\ KSCN\rightarrow Pb(SCN)_{2}\downarrow \ +\ 2\ K(CH_{3}COO)} }

## الخواص
يتأكسد المركب بعنف عند مفاعلته مع حمض النتريك.

## الاستخدامات
يستخدم المركب مادةً طليعية بادئة في تحضير ألواح بيروفسكيت الشمسية (Perovskite solar cell).